# Homeworld 3
Homeworld 3 — це стратегічна відеогра в реальному часі, розроблена Blackbird Interactive і видана Gearbox Software для Windows 13 травня 2024 року.
Гра продовжує події Homeworld 2 і описує подорож по галактиці флоту космічних кораблів з метою знайти героїню попередніх ігор, С'джет, щоб подолати загадкову Аномалію.

## Ігровий процес
Homeworld 3 використовує ті ж основи ігрового процесу, що й Homeworld і Homeworld 2. Його основу складають бої космічних кораблів, які відбуваються в реальному часі з можливістю поставити гру на тактичну паузу.
Кораблі поділяються на декілька типів, які мають різну спеціалізацію. Наприклад, збірники ресурсів збирають матеріали, які потім витрачаються на будівництво інших кораблів і вивчення вдосконалень, фрегати підтримки ремонтують кораблі, а інші атакують ракетами чи лазерними променями. Головний з них «материнський корабель», втрата якого означає поразку. Певні типи кораблів ефективні проти одних і вразливі проти інших цілей. Флангові атаки завдають більшої шкоди, ніж лобові. У сюжетній кампанії флот переходить до наступної місії в такому складі, в якому завершив попередню. В налаштуваннях можна змінити цю умову, щоб кожна місія починалася з однаковим флотом.
Однією з головних нових особливостей гри є космічні споруди та розщелини, які слугують укриттям для малих космічних апаратів. До поверхонь космічних об'єктів також можна прикріплювати стаціонарні турелі. Було додано нові формації кораблів, автоматичний ремонт за допомогою фрегатів підтримки та одночасні атаки в різних напрямках під час руху. На відміну від Homeworld 2, в цій грі малі кораблі не групуються автоматично в ескадрильї. Будь-коли під час бою можна скористатися тактичною паузою, щоб призупинити бій і обдумати рішення.
Всі клавіші для керування ігровим процесом можна переназначити, а саме керування відбувається за вдосконаленою схемою з Homeworld 2 Remastered.
Крім сюжетної кампанії гра містить режими «Сутичка» та «Військові ігри». «Сутичка» пропонує гравцям змагатися між собою, тоді як у «Військових іграх» флот одного чи більше гравців бере участь у серії дедалі складніших битв і збирають артефакти, що надають одне з трьох удосконалень кожен. На початку кожної місії видається новий флот. Передбачені різні налаштування складності, такі, як більші хвилі ворогів або обмаль ресурсів. Кожна додаткова умова збільшує обсяг досвіду, що отримується за перемогу, і відповідно дозволяє брати потужніший стартовий флот.

## Сюжет
Дія Homeworld 3 відбувається після Homeworld 2. Після успішної перемоги над вайґрами та відкриття міжпросторових брам, Каран С'джет почала нову епоху галактичної історії. Невдовзі в регіоні, названому потім «Аномалія» стали зникати кораблі й переривався зв'язок. Коли Аномалія почала поширюватися, Каран повела флот на пошуки джерела лиха і більше не повернулася. Через 20 років після зникнення Каран і її флагмана «Кар-Саджуук», Аномалія знову поширюється. Споряджається нова експедиція для пошуку та знищення джерела Аномалії. Імоджен С'джет, найздібніша навігаторка, учениця Каран, очолює флот, флагманом якого є корабель «Кар-Кушан», обладнаний трьома гіперпросторовими ядрами кушанського виробництва. За її подорожжю наглядає офіцер розвідки Айзек Пакту, який визначає завдання.
На початку Імоджен випробовує функції «Кар-Кушана» на низькій орбіті над планетою Хііґара. В той час унаслідок Аномалії над іншою планетою відкриваються гіперпросторові вікна, крізь які вилітає розжарена плазма і спалює планету. Імоджен переміщує корабель до Сховища 315, щоб завершити комплектування «Кар-Кушана». При перельоті вона переживає видіння, причину якого не може пояснити. Імоджен відбиває напад піратів і відлітає до Кесунської брами. Вона вмикає браму та терміново проводить флот крізь неї через наближення піратських кораблів.
Вилетівши з іншої брами, «Кар-Кушан» стикається з покинутим фрегатом і отримує суттєві пошкодження. Флот опинився в системі Кала Термінус у просторі Аномалії, де зазнає нападу невідомих кораблів. Імоджен організовує оборону, ремонтує «Кар-Кушан» і виявляє безлюдний фрегат, який належав до експедиції Каран. Через раптову появу ворожого флоту Імоджен спрямовує власний флот до брами Триніті.
Крізь браму прилітає флот Втілених, який прагне повернути якусь Королеву, що мешкає в гіперпросторі. Відбивши напад, Імоджен активує браму та дізнається, що Втілені розшукують оригінальні гіперпросторові ядра. Флот прибуває до брами Нарака, де внаслідок нещодавного прояву Аномалії виникло астероїдне поле. Імоджен розшифровує повідомлення від Каран, з якого з'ясовує її ймовірне останнє місце перебування.
Відбивши новий напад Втілених, Імоджен зустрічає у видінні Королеву, що закликає її захопити оригінальні гіперпросторові ядра для встановлення нового ладу в галактиці. Флот Імоджен атакує верфь Втілених, а потім вирушає до крижаних уламків, де повинна перебувати Каран. Там справді міститься вморожений в кригу «Кар-Саджуук». Втілені виявляють те саме місце, але зазнають поразки. Каран виявляється жива та пояснює, що Королева хоче започаткувати нову расу навігаторів. Каран та Імоджен погоджуються на переговори з Королевою, але вона атакує їхні кораблі. «Кар-Саджуук» і «Кар-Кушан» атакують космічну станцію в системі Ноктуаа-27, де міститься трон Королеви, перемагає її флот і величезний корабель «Титан». Каран використовує ядра свого корабля, щоб перемістити «Кар-Саджуук» і станцію геть із галактики. Брами перестають працювати і оригінальні гіперпросторові ядра тепер назавжди втрачені, але галактика звільнилася від загрози.

## Сприйняття
Середня оцінка гри на Metacritic складає 76 зі 100, що відповідає «загалом схвальним відгукам».
Гейс Медсен з Inverse похвалив, що оповідь у Homeworld 3 «виглядає напрочуд особистою та обґрунтованою, вплітаючи теми про те, що означає залишити спадок і тягар очікувань». Сюжет чудово анімований і озвучений, а режим «Військових ігор» грається зовсім інакше, дозволяючи комбінувати флоти декількох гравців.
Згідно з Максом Борманом з GameRant, сюжетна кампанія не тільки є чудовим способом продовжити сагу Homeworld, але й ознайомити новачків з цією серією. Вона не позбавлена недоліків, деякі елементи керування незрозумілі, а камера огляду незграбна. Тому Homeworld 3 може сприйматися як менше досягнення, порівняно з попередніми іграми.